# A-JAX節目演出列表
本頁是南韓男子團體A-JAX的節目演出列表。包含成員出道前的演出與自2012年出道以來演出的相關節目列表。

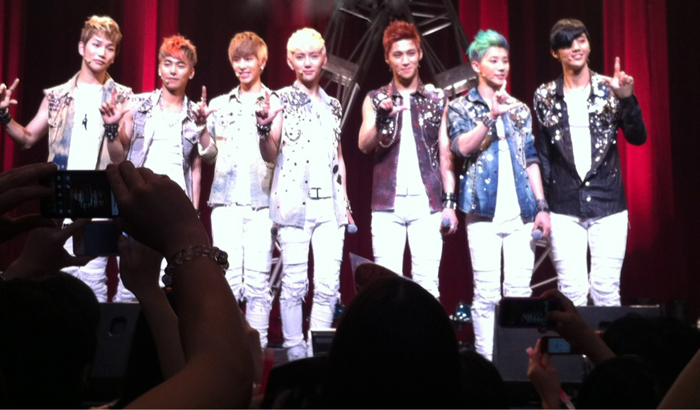
A-JAX

## 專屬節目
| 年份   | 電視台    | 名稱                       | 備註            |
| 2012年 | MBC Music | MAKING THE STAR : DSP BOYZ | 出道紀錄(共8集) |

## 節目主持
| 年份   | 電視台   | 名稱    | 成員       | 備註 |
| 2013年 | 日本KNTV | MUSIC韓 | 智厚、承曄 | 播出日期-集數 - 1月27日 試播 - 2月17日 #1 - 3月3日 #2 - 3月17日 #3 - 3月31日 #4 - 4月14日 #5 - 4月28日 #6 |

## 註解與參考來源
註解
引用來源
1. ↑  . kntv. 2013-01-23  [2013-02-04]. （原始内容存档于2013-01-25） （日语）.
2. ↑   (新闻稿). a-jax.jp. 2013-01-23  [2013-02-04]. （原始内容存档于2013-04-30） （日语）.